# ISO 17100
Стандарт ISO 17100:2015 Translation Services-Requirements for Translation Services опубліковано Міжнародною організацією зі стандартизації 1 травня 2015 року. Він був підготовлений Технічним комітетом ISO/TC 37 «Термінологія та інші мовні та інформаційні ресурси», Підкомітет SC 5 «Письмовий, усний переклад і пов'язані технології».
Відповідний стандарт в Україні має назву «Послуги щодо перекладання. Вимоги до послуг щодо перекладання». Він набув чинності 1 жовтня 2017 року відповідно до Наказу № 244 від 19.08.2017 «Про прийняття національних нормативних документів та змін до національних нормативних документів, гармонізованих з європейськими та міжнародними нормативними документами, та скасування нормативних документів України».

## Опис
Стандарт ISO 17100...
…визначає вимоги до всіх аспектів процесу перекладу, які безпосередньо впливають на якість і надання перекладацьких послуг перекладу. Він містить положення для постачальників перекладацьких послуг (TSP), що стосуються управління основними процесами, мінімальних кваліфікаційних вимог, наявності та управління ресурсами та інших дій, необхідних для надання якісних послуг перекладу.
Цей стандарт не охоплює використання необроблених результатів машинного перекладу та постредагування, а також послуги усного перекладу.
Стандарт ISO 17100 ґрунтується на нині скасованому стандарті EN 15038, одним із розробників якого була британська Асоціація перекладацьких компаній, і переносить викладені в ньому вимоги в структуру ISO. Він, зокрема, визначає типи ресурсів, зокрема людських (як-от перекладачі, редактори, рецензенти, коректори, керівники проєктів), а також технічних та технологічних.
Стандарт ISO 17100 визначає такі етапи перекладу:
- переклад (у тому числі перевірка перекладу самим перекладачем);
- редагування другою особою;
- рецензування (необов'язковий етап, призначений для оцінки відповідності перекладу узгодженій меті, тематиці та рекомендованим коригувальним заходам);
- коректура (необов'язкова перевірка перед публікацією);
- фінальна перевірка.

Стандарт містить шість додатків, які висвітлюють певні його аспекти шляхом надання прикладів або схем для унаочнення. Наприклад, у Додатку A візуалізовано робочий процес перекладу, у Додатку D наведено перелік завдань, які потрібно виконати перед версією.

## Зміни в ISO 17100 порівняно з EN 15038
Стандартом ISO 17100 запроваджено низку нових мінімальних вимог до перекладів.

### Перевірка другою особою
Перше: обов'язковою стала перевірка перекладу другою особою — так званий «принцип чотирьох очей» (four-eyes principle).

### Кваліфікація
Друге: у результаті жвавих і палких обговорень під час розробки до стандарту додано вимогу щодо наявності відповідної кваліфікації в осіб, які виконують переклад, у предметній галузі. Передбачається, що перекладач повинен мати «кваліфікаційний сертифікат у сфері перекладу, виданий відповідним державним органом»:
Таким чином, і перекладач, і коректор, і редактор повинні мати достатні знання в галузі, до якої належать тексти, що перекладаються, щоб усвідомлювати будь-які проблеми та вміти їх вирішувати.

### Попередня підготовка
Третє: було значно розширено опис робіт, пов'язаних із процесами підготовки до виробництва. Стандарт ISO 17100 передбачає, що успішність перекладацького проєкту визначається співпрацею замовників і виконавців, а не відповідальністю одних лише підрядників. Усі відповідні вимоги — зокрема, щодо якості цільового тексту, характеру й обсягу дій у рамках забезпечення якості, а також використання посібників зі стилю (стайлгайдів) — також повинні бути визначені й узгоджені заздалегідь.

### Процес зворотного зв'язку
Четверте: стандарт ISO 17100 вимагає, щоб постачальник послуг перекладу запровадив процес опрацювання відгуків клієнтів і використовував його для визначення фактичної якості перекладу та задоволеності клієнта. Крім того, постачальник послуг перекладу відповідає за архівування перекладацьких проєктів.

### Захист даних
П'яте: стандарт ISO 17100 вимагає від постачальника послуг перекладу дотримання вимог щодо захисту даних, оскільки вихідний текст та/або його переклад можуть бути конфіденційними та містити інформацію, яка не підлягає оприлюдненню.